# Lithacodia varioplagata
Lithacodia varioplagata är en fjärilsart som beskrevs av Emilio Berio 1954. Lithacodia varioplagata ingår i släktet Lithacodia och familjen nattflyn. Inga underarter finns listade i Catalogue of Life.